# Bangouyah

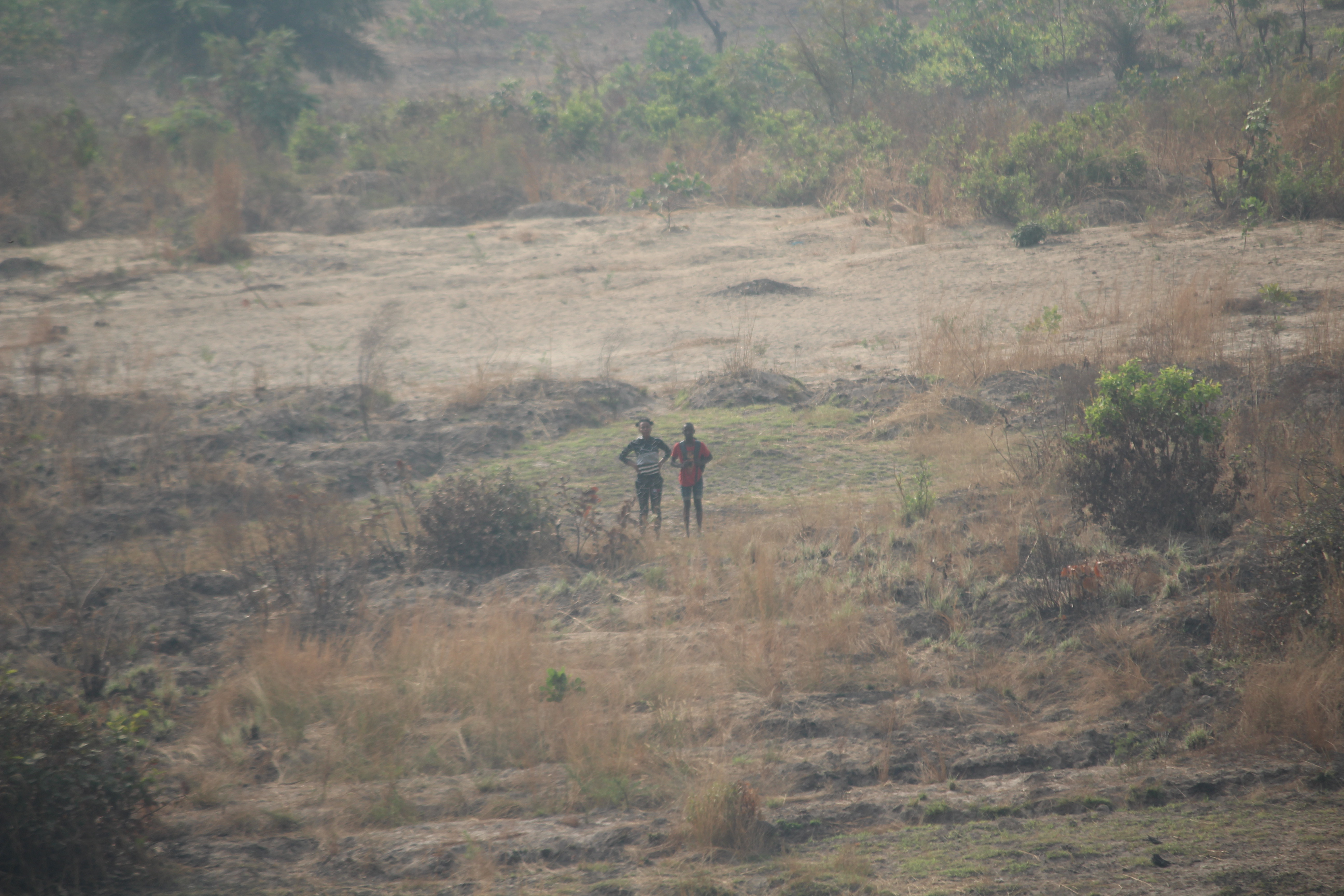

Bangouyah ou Bangouya est une ville et une sous-préfecture de Guinée, rattachée à la préfecture de Kindia et la région de Kindia.

## Population
En 2016, le nombre d'habitants est estimé à 56 601, à partir d'une extrapolation officielle du recensement de 2014 qui en avait dénombré 52 923.

## Districts
Les districts de bangouyah a savoirs : Bangouyah, Missira, Woléya, Khatia, Kebefriguia, Sokia, Madinadian, Damouya, Kondabalaya, Warakhalan, Siminya, Madina Fanta, Minyanya, Kebali, Yattaya...